# Bromeliohyla
Bromeliohyla é um gênero de anfíbios da família Hylidae.
As seguintes espécies são reconhecidas:
- Bromeliohyla bromeliacia (Schmidt, 1933)
- Bromeliohyla dendroscarta (Taylor, 1940)